# Stadtbücherei Eislingen
Die Stadtbücherei Eislingen ist eine öffentliche Stadtbücherei, die von der Stadt Eislingen/Fils unterhalten wird. Die Stadtbücherei ist seit 1989 im Eislinger Schloss, dem ehemaligen Schloss des Freiherrn von Welden, untergebracht.

## Geschichte
Die Gründung der Stadtbücherei Eislingen ging aus der Geschichte des Hauses hervor. Freiherr Constantin Adolph von Welden, der im Jahr 1765 das Rittergut Großeislingen erworben hatte, ließ sich als Sommerhaus das zunächst zweistöckige Gebäude mit Mansarde nebst einigen Nebengebäuden und Parkgelände errichten. Nach dem Tod des Freiherrn 1772 verkaufte sein einziger Sohn das gesamte Anwesen an den Grafen von Eybach, dessen Nachkommen das Haus bis 1918 in Familienbesitz behielten.
Noch im 18. Jahrhundert zeigte das kleine Schloss Bauschäden, das Fachwerk verfaulte und wurde 1779 durch eine massive Mauer nebst einer Aufstockung bis unter das Mansarddach ersetzt. Eine erneute Instandsetzung musste Anfang des 19. Jahrhunderts vorgenommen werden. Der Bau einer Eisenbahnlinie im Jahr 1846, die durch den gräflichen Besitz führte, beeinträchtigte das Anwesen zunehmend. Um 1900 wurde weiteres Gelände von den Eybacher Grafen als Baugrund verkauft, unter anderem für ein Fabrikgebäude an die Firma Zeller+Gmelin, die 1918 auch das Schloss erwarb und dort Büros und Wohnungen einrichten ließ.
Im Jahr 1977 kaufte die Stadt Eislingen das Schloss. 1988 beschloss der Gemeinderat aufgrund konkreter Nutzungskonzepte und nach gründlichen Restaurierungsarbeiten, in zwei Etagen eine Stadtbücherei unterzubringen, die 1989 eingerichtet wurde.
Das Schloss ist Geburts- und langjähriger Aufenthaltsort des Grafen Götz Christoph von Degenfeld-Schonburg (1806–1895), württembergischer Offizier und Flügeladjutant von König Wilhelm I. Er verlor 1853, wegen seines Glaubenswechsels zur katholischen Kirche, die Stellung am Hof und gehörte 1856 bis 1868 als Abgeordneter der Zweiten Kammer des Württembergischen Landtags an.

## Bestand und Dienstleistungen
Rund 40.000 Besucher zählt die Stadtbücherei jährlich. Diese können auf einen Bestand von über 26.000 Medieneinheiten zugreifen, der jährlich etwa 100.000 Entleihungen aufweist. In der Erwachsenenbücherei werden neben 8.000 Sachbüchern, 5.000 Romanen, 23 laufenden Zeitschriften auch Sprachkurse, Audio-CDs, CD-ROMs, Blu-rays und DVDs angeboten. Ein Textverarbeitungs-PC ermöglicht das Arbeiten vor Ort. Kindern und Jugendlichen stehen etwa 8.600 Bücher, Hörkassetten, Audio-CDs, CD-ROMs, DVDs und Spiele zur Verfügung. Recherchemöglichkeiten bieten sowohl der Bestandskatalog (OPAC) als auch die Internetarbeitsplätze. Der Bestand der Bücherei ist online abrufbar.
Das Stammpersonal umfasst 2,75 Stellen, die auf 5 Personen verteilt sind: davon 0,5 auf Bibliotheksassistenten und 1,0 auf einen Diplom-Bibliothekar. Alle Büchereiangestellten sind Teilzeitkräfte.

## Veranstaltungen
Regelmäßig bietet die Stadtbücherei Eislingen Veranstaltungen, wie zum Beispiel Theater und Lesungen, für Kinder und Erwachsene an.